# بیلی اسمیت
بیلی اسمیت (به انگلیسی: Billy Smith) بازیکن فوتبال زادهٔ ۲۳ مه ۱۸۹۵ اهل کشور انگلستان که سابقهٔ بازی در تیم ملی فوتبال انگلستان را در کارنامهٔ خود دارد. وی در تاریخ ۱۳ مارس ۱۹۲۲ نخستین بازی ملی خود را در مقابل تیم ملی فوتبال ولز انجام داد و با حضور در ۳ بازی ملی، در تاریخ ۳۱ مارس ۱۹۲۸ واپسین بازی ملی‌اش را در برابر تیم ملی فوتبال اسکاتلند برگزار کرد.